# Marija Aljochinová
Marija Vladimirovna Aljochinová (rusky Мария Владимировна Алёхина, * 6. června 1988 Moskva) je ruská nezávislá umělkyně a politická aktivistka. Je bývalou členkou punkové skupiny Pussy Riot a politicky angažované street artové skupiny Vojna.[zdroj?] Známou se stala zatčením a uvězněním za účast na koncertu v moskevské katedrále Krista Spasitele v únoru 2012. V říjnu 2015 byla hostem na Festivalu dokumentárních filmů Jihlava.